# La Cortadera
La Cortadera es una localidad argentina ubicada en el departamento San Alberto de la provincia de Córdoba. Se encuentra 7 km al oeste de la ruta provincial 51, y 35 km al norte de San Pedro, de la cual depende administrativamente.
Cuentan con agua potable desde 2009.

## Población
Cuenta con 10 habitantes (Indec, 2010), lo que representa un descenso del 82% frente a los 56 habitantes (Indec, 2001) del censo anterior.
| Gráfica de evolución demográfica de La Cortadera entre 1991 y 2010 |
|                                                                    |
| Fuente: Censos nacionales del INDEC                                |